# De Spelbrekers

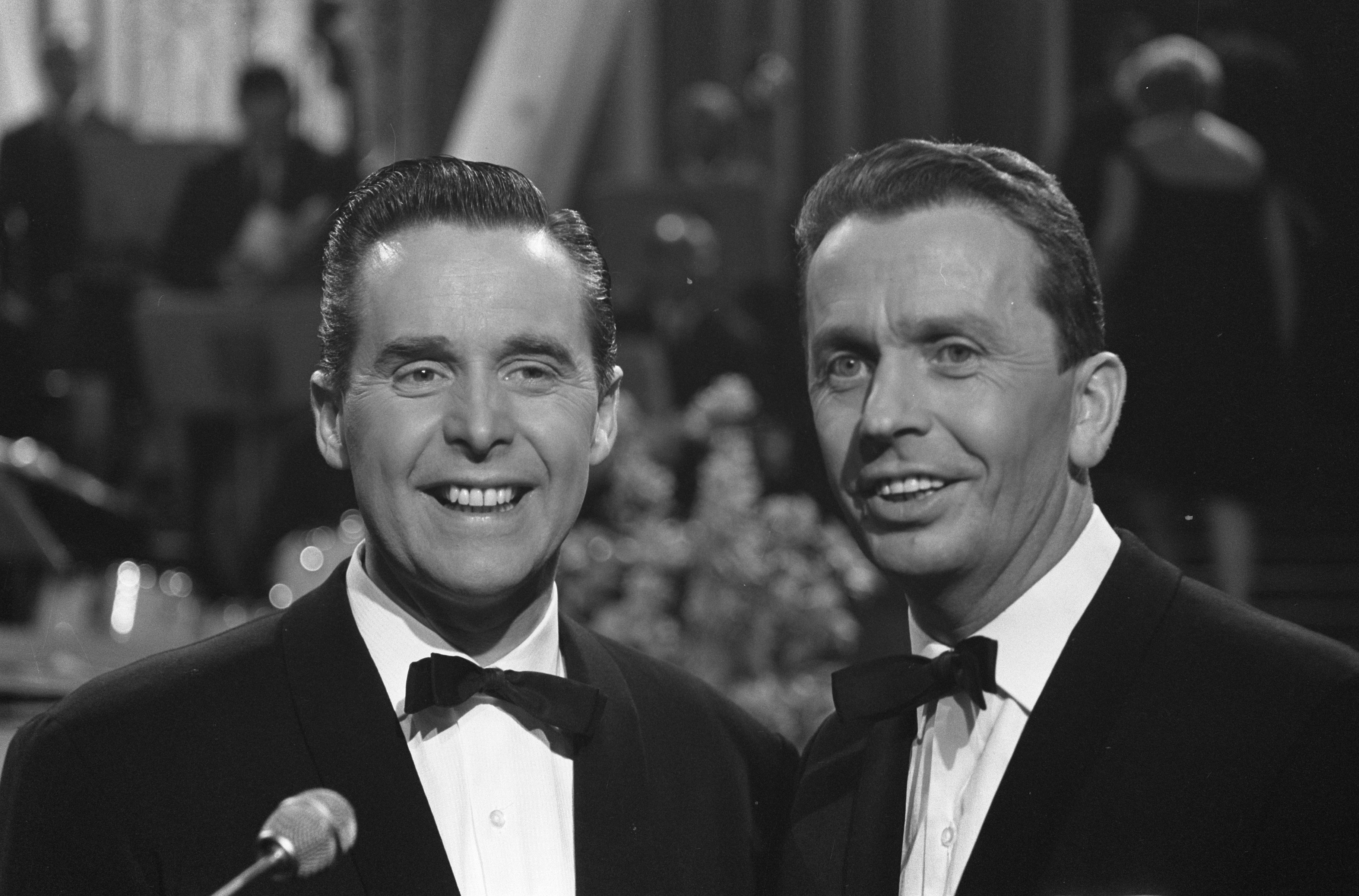
De Spelbrekers tijdens het Nationaal Songfestival van 1962, dat ze zouden winnen

De Spelbrekers was een in 1945 opgericht Nederlands zangduo bestaande uit Theo Rekkers (24 april 1924 - 20 april 2012) en Huug Kok (19 februari 1918 - 27 oktober 2011).
De heren hadden elkaar in 1943 ontmoet in de Duitse munitiefabriek waar ze tewerkgesteld waren. In 1956 braken ze door met het liedje Oh, wat ben je mooi. In 1962 werden ze uitgezonden naar het Eurovisiesongfestival met het liedje Katinka. Dat kreeg op het songfestival geen enkel punt, maar werd wel een grote hit en een evergreen in Nederland. In 1976 werd het gecoverd door Neerlands Hoop in Bange Dagen op de elpee Hoezo jeugdsentiment? De Spelbrekers brachten verder onder meer nog de single Snipperdag uit.
In de jaren zeventig werden Kok en Rekkers de managers van André van Duin, waardoor hun eigen zangcarrière op een laag pitje werd gezet. In 1975 hield het duo na dertig jaar op te bestaan.

## NPO Radio 2 Top 2000
| Nummer met noteringen in de NPO Radio 2 Top 2000 | '99  | '00 | '01  | '02 | '03  |
| ------------------------------------------------ | ---- | --- | ---- | --- | ---- |
| Katinka                                          | 1621 | -   | 1958 | -   | 1801 |

1. ↑  Een '-' betekent dat het nummer niet was genoteerd en een vetgedrukt getal geeft de hoogste notering aan.
2. ↑  Deze tabel is bijgewerkt tot en met de meest recente editie (2024).